# 白纯
白纯（?—?），又作帛纯，东晋时龟兹王。
白纯是焉耆王龙会殺死的白山的后裔。383年，前秦将领吕光攻打龟兹城（今新疆库车），他举兵抵抗，以全国财宝向狯胡求援。狯胡王弟弟呐龙、侯将旭兵和温宿、尉头等国军队救援，在城西和吕光作战。白纯兵败，带着财宝逃亡，吕光立其弟白震为王。